# فران مارشال
فران مارشال (بالإنجليزية: Fran Marshall)‏ هي لاعب كرة مضرب كينية، ولدت في 12 مايو 1930 في كينيا، وتوفيت في 2011.